# Kyle Korver
Kyle Elliot Korver (17 de març de 1981, Lakewood, Califòrnia), és un jugador de bàsquet professional estatunidenc que juga als Utah Jazz de l'NBA.
Kyle Korver es va formar com a jugador a la Universitat de Creighton, on va arribar a ser el cinquè màxim encistellador de la història de la universitat. Anteriorment va jugar en l'equip de bàsquet de l'Institut Pella, en Pella (Iowa) on es retirà la seva samarreta amb el número 25. Al draft de l'NBA de 2003 va ser seleccionat en la segona ronda en 51é lloc pels New Jersey Nets, qui dies després el van traspassar als Philadelphia 76ers.
El seu rol als Hawks era ser un tirador de triples. En la temporada 2004-2005 Korver va compartir el primer lloc quant a triples anotats juntament amb Quentin Richardson, ja que ambdós van sumar 226 cadascun. La seva màxima anotació és de 31 punts en dues ocasions.
Durant un partit a la temporada 2014-2015 contra els Milwake Bucks, Korver va anotar 11 punts en poc mes d'un minut.